# Mara Rosa
Mara Rosa é um município brasileiro do estado de Goiás. Sua população, estimada pelo Instituto Brasileiro de Geografia e Estatística (IBGE), era de 10,815 habitantes em 2024.

## História
O povoamento da região onde se situa a sede municipal teve origem em 1742, quando Amaro Moreira Leite, no comando de uma bandeira, encontrou grande quantidade de ouro na passagem de um rio, mais tarde denominado Rio do Ouro.
A descoberta do garimpo e o início da exploração atraíram grande número de garimpeiros e aventureiros, dando origem à formação do povoado que recebeu o nome de Amaro Leite, em homenagem ao seu fundador.
Decorrido quase um século de fundação, o povoado de Amaro Leite foi elevado a distrito (vila), pela Lei Provincial nº 14, de 23 de julho de 1835, integrando o Município de Pilar de Goiás, conforme consta da divisão administrativa de 1911, passando a pertencer a Uruaçu (ex-Santana) em 1933.
Desativada a extração de ouro, os administradores do distrito obtiveram, nas primeiras décadas de 1950, grandes melhoramentos, como energia elétrica, máquinas para construção de estradas e vias públicas, atingindo notável impulso progressista.
Pela Lei Estadual nº 760, de 26 de agosto de 1953, o distrito foi elevado a município, instalado em 1 de janeiro de 1954.
Em 1963, pela Lei Estadual nº 4497, de 2 de setembro, transferiu-se a sede municipal para as proximidades da rodovia BR-153, devido a insalubridade na sede antiga, passando a denominar-se Mara Rosa, em homenagem
às filhas do fundador da nova povoação: Maria Rosa e Rosa Maria.
Conquanto sejam expressivas a produção agrícola e a criação de gado, a mineração do ouro, por algumas companhias, ainda constitui fonte de renda e de propagação do município.
Gentílico: mara-rosense

## Formação administrativa
Distrito criado com a denominação de Amaro Leite, pela lei provincial nº 14, de 2307-1835, no município de Pilar.
Em divisão Administrativa referente ao ano de 1911, o distrito figura no município de Pilar.
Pelo decreto estadual nº 1204, de 4 de julho de 1931, o distrito de Amaro Leite deixa de pertencer ao município de Pilar para ser anexado ao município de Santana.
Em divisão administrativa referente ao ano de 1933, o distrito de Amaro Leite figura no município de Santana. (mais tarde Uruaçu).
Assim permanecendo em divisões territoriais datadas de 31-XII-1936 e 31-XII1937, o distrito de Amaro Leite, figura no município de Santana.
Pelo decreto-lei estadual nº 8305, de 31 de dezembro de 1943, o município de Santana passou a denominar-se Uruaçu e o distrito figura no município de Uruaçu.
Em divisão territorial datada de 1-VII-1950, o distrito de Amaro Leite, figura no município de Uruaçu.
Elevado à categoria de município com a denominação de Amaro Leite, pela lei estadual nº 760, de 26 de agosto de 1953, desmembrado de Uruaçu. Sede no antigo distrito de Amaro Leite ex-povoado. Constituído do distrito sede. Instalado em 1 de janeiro de 1954.
Em divisão territorial datada de 1-VII-1955, o município é constituído do distrito sede.
Pela lei municipal nº 3, de 5 de novembro de 1958, é criado o distrito de Formoso ex-povoado e anexado ao município de Amaro Leite.
Assim permanecendo em divisão territorial datada de 1-VII-1960.
Pela lei estadual nº 3639, de 10 de outubro de 1961, município de Amaro Leite passou a denominar-se Mara Rosa.
Pela lei estadual nº 4586, de 25 de setembro de 1963, desmembra do município de Mara Rosa ex-Amaro Leite o distrito de Formoso. Elevado à categoria de município.
Em divisão territorial datada de 31-XII-1963, o município já denominado Mara Rosa é constituído do distrito sede.
Assim permanecendo em divisão territorial datada de 2007.
Alteração toponímica municipal
Amaro Leite para Mara Rosa alterada, pela lei estadual nº 3639, de 10 de outubro de 1961.
Fonte: IBGE

## Turismo

### Lago Azul
Formado pelas escavações para exploração de minério da multinacional australiana Western Mining Company (adquirida pela BHP Billiton) que se instalou no município no final da década de 80, início a década de 90.  Com o fim das atividades da mineradora, parou-se então de dragar o solo (retirar a água através de bombas se sucção), da imensa cratera, transbordando então a água. Água de coloração azul, daí o nome do lago, devido ao uso contínuo de produtos para exploração de minério. Do Centro da cidade até o Lago Azul, são apenas 14 quilômetros.

### Patrimônio arqueológico
Outro atrativo do município são as pedras rupestres (no povoado de Amarolândia, a 15 minutos do centro da cidade). O local fica dentro de uma propriedade privada mas tem acesso liberado. Segundo pesquisadores, os desenhos seriam de índios que ocuparam a região desde há cerca de 1500 anos e até ao século XVIII. Pelos traços e estilo de produção, os desenhos são da chamada fase mossâmedes e são característicos da cultura Caiapós, índios que já habitavam a região naquela época. As figuras com formato circular e espiral esculpidas nas rochas teriam finalidade decorativa para serem apreciadas pelos que viviam ali. No local também foram encontradas cerâmicas que já foram recolhidas e atualmente estão expostas no museu do Instituto Goiano de Pré-história e Antropologia (IGPA), da Pontifícia Universidade Católica de Goiás (PUC Goiás)).